# Павласов меморијал
Павласов меморијал је традиционална манифестација Планинарског савеза Војводине у организацији ПСД „Поштар” из Новог Сада.
Меморијал је посвећен доктору Игњату Павласу (1887—1942), једној од најутицајнијих личности на пољу планинарства и оснивача првог планинарског друштва у Војводини.
Акција се изводи на траси дужине 15km: Манастир Беочин — Осовље — Црвени чот (539м) — Павласов чот (532м) (полагање цвећа и минут ћутања) — Исин чот (522м) — Бранковац — Беочин село.